# Notodonta inclusa
Notodonta inclusa är en fjärilsart som beskrevs av George Francis Hampson 1910. Notodonta inclusa ingår i släktet Notodonta och familjen tandspinnare. Inga underarter finns listade i Catalogue of Life.